# Escrúpulo líquido
Un escrúpulo líquido (fluid scruple) es una unidad de volumen usada solamente en el sistema imperial del Reino Unido, y equivale a 1,1838776776 mililitros. Sus equivalencias son:
- 20 minims británicos
- 0,33333333333239 dracmas líquidos británicos
- 0,041666669251159 onzas líquidas británicas